# Chheang Hong Kov
Chheang Hong Kov (ur. 15 grudnia 1980)– kambodżański zapaśnik w stylu klasycznym i wolnym.
Złoty medalista igrzysk Azji Południowo-Wschodniej w 2013 roku w stylu klasycznym i piąty w stylu wolnym.